# Boonville (Indiana)
Boonville è una città degli Stati Uniti d'America, situata nello Stato dell'Indiana e in particolare nella contea di Warrick, della quale è il capoluogo. La città è stata fondata nel 1818 da Jesse Boon.